# Storm-klassen
Storm-klassen var en klasse af 20 patruljebådefast bygget til Sjøforsvaret.
I Norge blev disse både benævnt missilkanonbåter (MKB) da de kunne medbringe missiler og kanoner. De hørte under kystkrigsflotillen sammen med torpedomissilbådene (en: MTB). Ingen af skibene er i norsk tjeneste længere. Designet er norsk og skibene blev bygget i Norge fra 1965 til 1967.
Storm-klassen var designet af kommandørkaptajn (senere kommandør) Harald Henriksen. Samme person var også involveret i designet af torpedomissilbådene af Rapp-klassen – de første norskbyggede MTB'er. Senere var han også involveret i designet af Snøgg- og Hauk- MTB-klasserne. Kommandørkaptajn Henriksen's kone, Margot Henriksen var gudmor for det første skib, testplatformen KNM Skjold (P 963), som blev leveret til Sjøforsvaret i Februar 1966 fra værftet Westermoen i Mandal.
Norge donerede et fartøj af Storm-klassen til Estland, Letland og Litauen i 1995.
I slutningen af 1990'erne blev to fartøjer solgt til Litauen og tre til Letland. Yderligere tre fartøjer blev doneret til hvert af de baltiske lande som reservedele.
Prototypen Storm, færdiggjort 31. maj 1963, blev hugget op senere og erstattet af en anden båd der overtog skibets navn og pennantnummer, P960. Det sidste fartøj i serien blev færdiggjort i 1968. Fra 1970 blev klassen udstyret med Penguin SSM.
For tiden benytter den litauiske flåde to skibe af Storm-klassen, P32 "Sėlis" og P33 "Skalvis" (begge overført i 2001).

## Skibe fra klassen
| Pennantnummer | Navn   | Kølen lagt | Søsat              | Indgået | Skæbne                                                                                           |
| ------------- | ------ | ---------- | ------------------ | ------- | ------------------------------------------------------------------------------------------------ |
| -             | Storm  |            | 31. maj 1963       |         | Prototype, skrottet efter færdige søprøver                                                       |
| P960          | Storm  |            | 6. oktober 1967    |         | Udfaset                                                                                          |
| P961          | Blink  |            | 28. juni 1965      |         | Ombygget til museumsskib på Marinemuseet i Horten                                                |
| P962          | Glimt  |            | 27. september 1965 |         | Overført til Litauen under navnet Dzūkas (P31) i 1995, senere udfaset                            |
| P963          | Skjold |            | februar 1966       |         | Udfaset                                                                                          |
| P964          | Trygg  |            |                    |         | Udfaset                                                                                          |
| P965          | Kjekk  |            |                    |         | Udfaset                                                                                          |
| P966          | Djerv  |            |                    |         | Overført til Letland under navet Zibens (P-01) i 2000                                            |
| P967          | Skudd  |            |                    |         | Overført til Litauen under navnet Sėlis (P32) i 1991                                             |
| P968          | Arg    |            |                    |         | Overført til Estland under navnet Torm i 1994, er nu et museumsskib ved det estiske marinemuseum |
| P969          | Steil  |            |                    |         | Overført til Litauen under navnet Skalvis (P33)                                                  |
| P970          | Brann  |            |                    |         | Udfaset                                                                                          |
| P971          | Tross  |            |                    |         | Udfaset                                                                                          |
| P972          | Hvass  |            |                    |         | Overført til Letland under navet Lode (P-02) i 2000                                              |
| P973          | Traust |            |                    |         | Overført til Letland under navet Bulta (P-04) i 1994                                             |
| P974          | Brott  |            |                    |         | Udfaset                                                                                          |
| P975          | Odd    |            |                    |         | Udfaset                                                                                          |
| P976          | Pil    |            |                    |         | Oplagt på land ved Haakonsvern flådestation                                                      |
| P977          | Brask  |            |                    |         | Udstillet på land ved Haakonsvern flådestation                                                   |
| P978          | Rokk   |            |                    |         | Udfaset                                                                                          |
| P979          | Gnist  |            |                    |         | Overført til Letland under navnet Linga (P-03) i 2000                                            |

## Eksterne links
- Sjøforsvaret: Vellykket MTB-kurs i Latvia Arkiveret 30. september 2007 hos  Wayback Machine
- Billeder af P-03 Linga